# Hydro (Oklahoma)
Hydro és una ciutat dels Estats Units a l'estat d'Oklahoma. Segons el cens del 2000 tenia 1.060 habitants.

## Demografia
Segons el cens del 2000, Hydro tenia 1.060 habitants, 413 habitatges, i 280 famílies. La densitat de població era de 682,1 habitants per km².
Dels 413 habitatges en un 31,5% hi vivien nens de menys de 18 anys, en un 51,8% hi vivien parelles casades, en un 10,7% dones solteres, i en un 32,2% no eren unitats familiars. En el 29,1% dels habitatges hi vivien persones soles l'11,6% de les quals corresponia a persones de 65 anys o més que vivien soles. El nombre mitjà de persones vivint en cada habitatge era de 2,42 i el nombre mitjà de persones que vivien en cada família era de 2,98.
Per edats la població es repartia de la següent manera: un 24,1% tenia menys de 18 anys, un 9,7% entre 18 i 24, un 23,9% entre 25 i 44, un 20,8% de 45 a 60 i un 21,5% 65 anys o més.
L'edat mediana era de 39 anys. Per cada 100 dones de 18 o més anys hi havia 83,4 homes.
La renda mediana per habitatge era de 27.235 $ i la renda mediana per família de 31.071 $. Els homes tenien una renda mediana de 26.645 $ mentre que les dones 17.308 $. La renda per capita de la població era de 13.256 $. Entorn del 14,4% de les famílies i el 18% de la població estaven per davall del llindar de pobresa.

## Poblacions més properes
El següent diagrama mostra les poblacions més properes.